# Bristol Bombay
A Bristol Bombay egy brit gyártmányű, bombázófeladatokra is alkalmazható szállító repülőgép volt a II. világháborúban. A típus csak a Brit Királyi Légierő (RAF) és az Ausztrál Királyi Légierő (RAAF) kötelékében repült.

## Története
Az 1930-as évek elején a brit Légügyi Minisztérium pályázatot írt ki egy egyfedelű, szállító és bombázó szerepkörben is alkalmazható repülőgép megtervezésére és gyártására. A pályázat célja a kiöregedő Vickers Valentia típus pótlása volt, amelyet a Közel-Keleten és Indiában alkalmaztak. A kiírás szerint az új repülőgépnek 24 katona szállítására, illetve bombateher és önvédelmi fegyverzet hordozására kellett alkalmasnak lennie. Ez a kettős feladatkör megszokott volt a korabeli brit repülőgép-tervezésben. A pályázaton a Bristol mellett az Armstrong Whitworth A.W.23 és a Handley Page HP.52. típusai vettek részt.   
A Bristol által indított típus, a Type 130 egyfedelű, felsőszárnyas, teljesen fém építésű konstrukció volt. A gyártó egy korábbi modell, a sorozatgyártásba nem került Bagshot fejlesztése során értékes tapasztalatokra tett szert a fém sárkányszerkezetek kialakítása terén, ezeket jól hasznosították a Bombay tervezésekor. A gép fix futóművel és farokkerékkel, valamint H elrendezésű függőleges vezérsíkkal épült.       
A pilóta a zárt fülkében kapott helyet, a navigátor/bombázótiszt az orrban. A rádióslövész a pilótafülke mögött kezelte a kommunikációs berendezést, de szükség esetén előre ment az orrban elhelyezett géppuskához. Bombázó bevetéseken a személyzet egy további lövésszel egészült ki, aki a farokban elhelyezett géppuskát működtette. A prototípuson körsínen elhelyezett Lewis-géppuskák voltak, de a sorozatban gyártott példányokat már hidraulikus működtetésű forgótornyokban elhelyezett Vickers K géppuskákkal szerelték fel. A törzs alá szerelt tartókon nyolc darab 250 fontos (110 kg) bombát lehetett elhelyezni.         
A prototípust 1933 márciusában rendelték meg, első repülését 1936. június 23-án hajtotta végre, ekkor még két 750 lóerős (560 kW) Bristol Pegasus III csillagmotorral és kétágú légcsavarokkal volt felszerelve. A sikeres tesztrepülések után a Légügyi Minisztérium 80 darab gépre adott le rendelést 1937 júliusában. A sorozatban gyártott példányok erősebb, 1010 lóerős (750 kW) motorokkal és három tollú, változtatható állásszögű Rotol légcsavarokkal készültek, e mellett elhagyták a főfutók áramvonalas burkolatát. Mivel a Bristol filtoni gyárát lekötötte a Blenheim könnyűbombázók előállítása, a Bombayeket a Short & Harland üzeme gyártotta le Belfastban. A bonyolult szárnyszerkezet előállítása azonban jelentős késedelmet okozott, így az első darabok csak 1939-ben gördültek le a gyártósorról. Az utolsó 30 példány megrendelését végül törölték.

## Alkalmazása

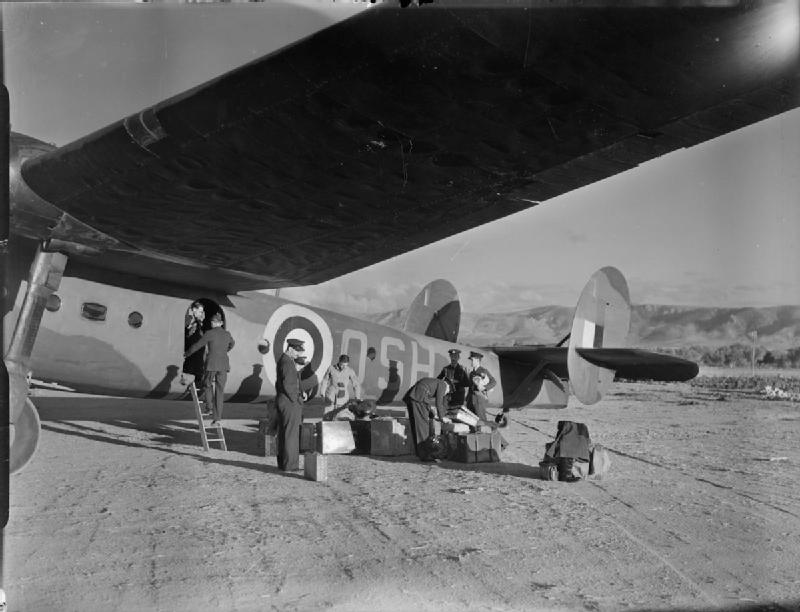
A 216. repülőszázad gépe Krétán, 1941-ben.

Az első sorozatban gyártott példányok 1939 márciusára készültek el, ezeket az Egyiptomban állomásozó 216. repülőszázadhoz szállították le szeptemberben. Bár a konstrukció az európai hadszíntéren elavultnak számított, a 271. repülőszázad gépei utánpótlást szállítottak a  Franciaországban harcoló Brit Expedíciós Haderő számára. Ennek során több Bombayt visszahagytak francia területen, amelyek közül két gép kalandos úton mégis visszatért Angliába. Az egyiket Jean Demozay francia pilóta repülte át Nagy-Britanniába, további tizenöt katonával együtt. Hasonlóképpen cselekedett Frank Carey brit repülőtiszt, akinek Hurricane-ját néhány nappal korábban Belgium felett lőtték le. Ő néhány bajtársával június 7-én repült át Nantes-ból a hendoni repülőtérre egy Bombay fedélzetén.  
A Közel-Keleten a 216. repülőszázad számos esetben harci bevetést is repült a típussal, a korszerűbb gépek hiányában a Bombayek éjszaka bombázták az Észak-Afrikában harcoló olasz csapatokat. A célpontok között Bengázi és Tobruk mellett Olasz Kelet-Afrika is szerepelt.   
Tobruk ostroma során utánpótlást szállítottak a védőknek, illetve sebesülteket evakuáltak. 1941. május 2-án a 216. repülőszázadhoz tartozó egyik Bombay fedélzetén menekült a görög királyi család Krétáról Egyiptomba. Egy hónappal később a század gépei csapatokat szállítottak Irak brit megszállásához. 1941 november 17-én öt Bombay szállította a Különleges Légi Szolgálat (SAS) katonáit, akik olasz és német repülőtereket akartak megtámadni. Ez volt az SAS első bevetése, amely végül az időjárás miatt kudarccal végződött.        
1942. augusztus 17-én az L5814-es Bombay sebesülteket szállított a Kairó melletti heliopoliszi repülőtérre.. A gépen hétfős személyzet tartózkodott, valamint tíz utas. Egyikük William Gott altábornagy volt, Claude Auchinleck tábornok kijelölt utódja,a Közel-Keleten harcoló brit erők élén. A gépet Alexandriától 30 kilométerre a német JG 27 két Messerschmitt Bf 109-ese támadta meg. Miután mindkét motort kilőtték, a pilóta, Hugh James őrmester kényszerleszállást hajtott végre a sivatagban. A német vadászok végiglőtték a földre kényszerült Bombayt, aminek következtében az összes utas meghalt, köztük Gott altábornagy is. A személyzet tagjai sebesülten, de túlélték az esetet. Gott altábornagy helyére Bernard Montgomeryt nevezték ki.         
A Husky hadművelet során a Bombayek mintegy 2000 sebesültet evakuáltak. A későbbiekben volt olyan személyzet, amely 6000 sérült szállításában vett részt az olaszországi hadműveletek alatt, a típus 1944-es kivonásáig. E feladatokat jórészt ausztrál repülők (RAAF 1. Air Ambulance Unit) végezték. 
1939 és 1944 között legalább 37 Bombay veszett oda repülőesemény, illetve ellenséges tevékenység következtében.
Bár a típus bombázóként elavultnak számított, és ilyen feladatokra csak szükségből volt alkalmas, szállító repülőgépként igen jól bevált. Robusztus kialakítása miatt szükségrepülőtereken is lehetett üzemeltetni, alacsony átesési sebessége miatt nehéz körülmények közt is biztonságosan le lehetett tenni. Nagy méretű rakterében pótalkatrészként a saját motorjai is elfértek, ez pedig megkönnyítette a szervizelést a távoli, sivatagi reptereken. Pályafutásuk során a Bombayek sok tonna utánpótlást szállítottak és sebesültek ezreit evakuálták.

## Típusváltozatok
- Type 130 : Prototípus.
- Type 130A Bombay Mk I : Kétmotoros közepes bombázó és csapatszállító repülőgép. Eredeti típusjelzése Type 130 Mark II.
- Type 137A: Tervezett polgári szállító változat, nem épült meg.
- Type 137B: A Type 137A kombi változata, nem épült meg.
- Type 144: A Légügyi Minisztérium pályázati felhívására fejlesztett változat, behúzható futóművel, nem épült meg.

## Üzemeltető országok
Ausztrália
- Ausztrál Királyi Légierő
  - 1. légi egészségügyi osztag (RAAF 1. Air Ambulance Unit), az alakulat 13 db használt Bombayt üzemeltetett, melyek korábban a RAF 216. repülőszázad állományában repültek.[4]

 Egyesült Királyság
- Királyi Légierő
  - 117. repülőszázad, RAF. A 216. repülőszázad "C" rajából alakult 1941 áprilisában. Kartúmban állomásoztak, 1941 novemberéig használták a típust.
  - 216. repülőszázad, RAF. Egyiptomban állomásoztak, 1939 októberétől 1943 májusáig repülték a típust.
  - 271. repülőszázad, RAF. Angliában, a doncaster-i reptéren települő alakulatnál 1940 májusától 1941 februárjáig repültek a Bombay-ok.

## Műszaki adatok (Bombay Mk. I)

### Geometriai méretek és tömegadatok
- Személyzet: 3-4 fő
- Szállítható személyek száma: 24 katona teljes felszereléssel, vagy 10 hordágyon fekvő sebesült
- Hossz: 21,11 m
- Szárnyfesztávolság: 29,18 m
- Magasság: 6,07A Bristol Bombay utastere
- Szárnyfelület: 124 m2
- Üres tömeg: 6260 kg

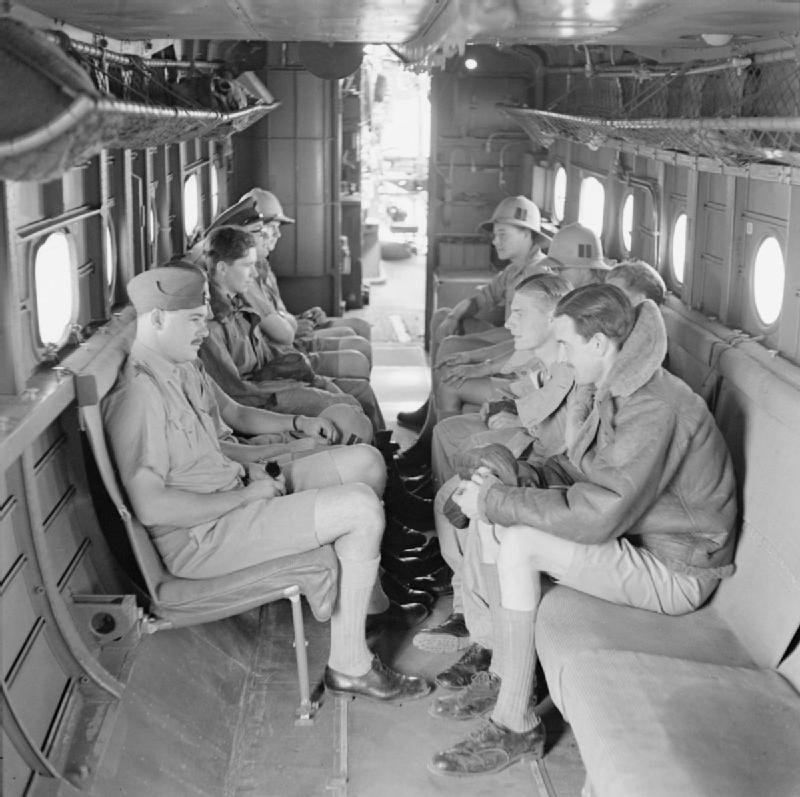
A Bristol Bombay utastere

- Maximális felszálló tömeg: 9153 kg

### Meghajtás
- Hajtómű: 2 × Bristol Pegasus XXII 9 hengeres, léghűtéses csillagmotor, egyenként 1010 lóerő (750 kW) teljesítmény
- Légcsavarok: 2 darab, háromtollú, változtatható állásszögű fém légcsavar

### Repülési jellemzők
- Legnagyobb sebesség: 309 km/h

- Utazó sebesség: 260 km/h
- Átesési sebesség: 67 km/h
- Hatótáv: 3590 km (rakomány és bombateher nélkül, maximális üzemanyagszinttel)
- Emelkedési sebesség: 3,8 m/s

- Szárny felületi terhelése: 73 kg/m2
- Teljesítmény–tömeg arány: 0,16 kW/kg

### Fegyverzet
- 2 db 7,7 mm-es Vickers K géppuska az orrban és a farban
- 8 db 113 kg-os légibomba (összesen 907 kg bombateher) a törzs alá függesztve

## Fennmaradt példányok
A Bristol Bombay-ből nem maradt ép példány az utókorra. 
1941. július 6-án az L5837 számú Bombay felszállás után nem sokkal motorhiba miatt kényszerleszállást hajtott végre a tengeren, 20 mérföldre Gibraltártól. A legénységet kimentették. A roncsot 1982-ben fedezték fel, kb. 40 méteres mélységben. Később egyes elemeit kiemelték, a gép iránytűje a helyi múzeumba került.

## Fordítás
- Ez a szócikk részben vagy egészben a Bristol Bombay című angol Wikipédia-szócikk ezen változatának fordításán alapul. Az eredeti cikk szerkesztőit annak laptörténete sorolja fel. Ez a jelzés csupán a megfogalmazás eredetét és a szerzői jogokat jelzi, nem szolgál a cikkben szereplő információk forrásmegjelöléseként.